# Parafia św. Bartłomieja w Grodźcu
Parafia pod wezwaniem Świętego Bartłomieja w Grodźcu – parafia rzymskokatolicka znajdująca się w Grodźcu. Należy do dekanatu Jasienica diecezji bielsko-żywieckiej.

## Proboszczowie
- 1896–1931 Józef Łomozik[1]
- 1932–1940 i 1943–1965 Karol Masny.

## Przynależność administracyjna
1 stycznia 2015 parafię przeniesiono ze zlikwidowanego dekanatu Bielsko-Biała IV do nowo powstałego dekanatu Jasienica.

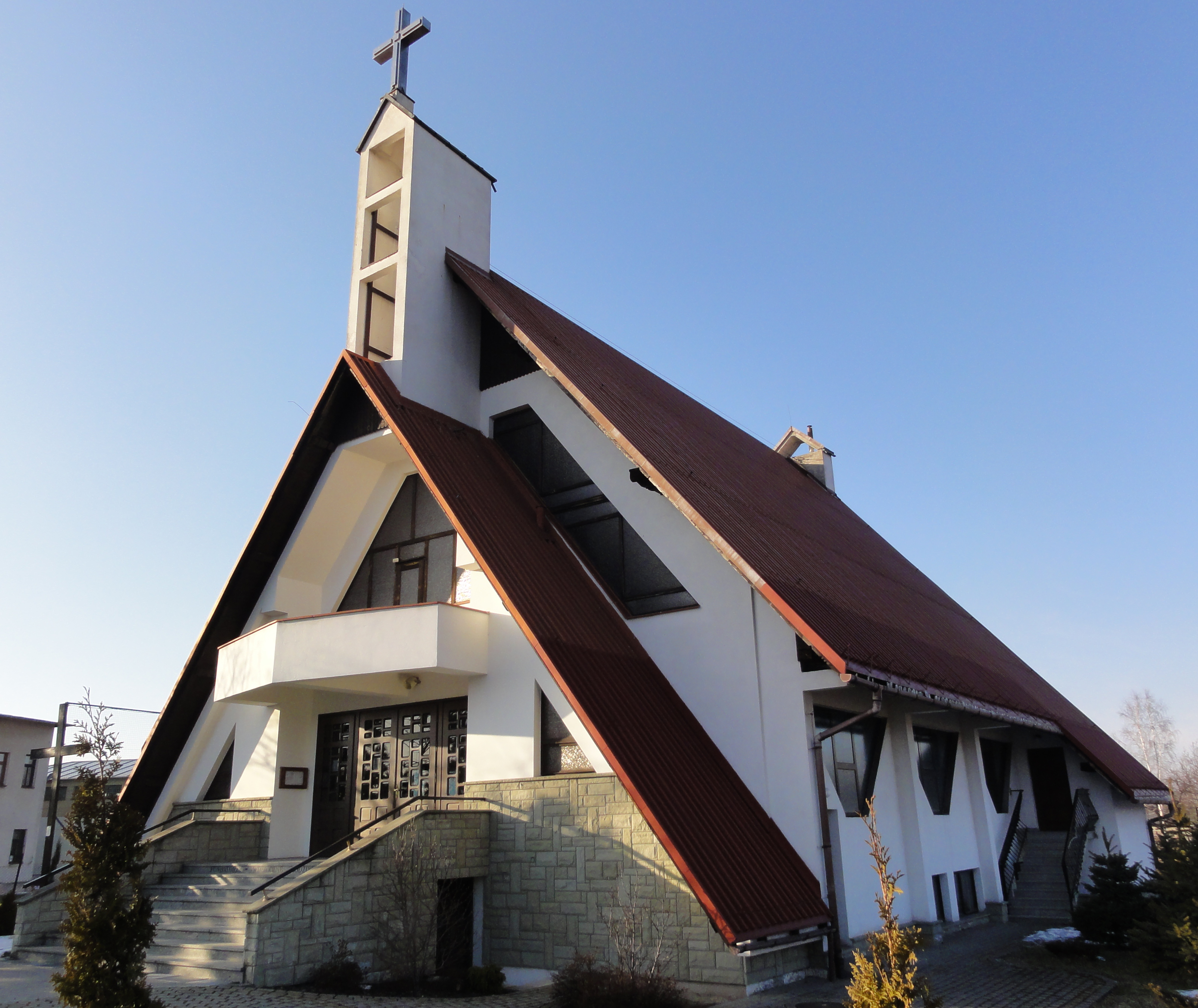
Kościół filialny pw. Ducha Świętego w Świętoszówce